# Elezioni europee del 1994
Le elezioni europee del 1994 si tennero nei 12 stati membri dell'Unione europea nel mese di giugno per eleggere la IV legislatura del Parlamento europeo.
Queste elezioni videro l'unione del Partito Popolare Europeo con i Democratici Europei, oltre ad un incremento nel numero totale dei seggi (567 membri) e un abbassamento dell'affluenza alle urne, attestatasi al 57%.

## Sistema di voto
Non vi fu un sistema di voto unico per tutti gli stati membri ma ognuno di essi adottò un proprio metodo, stabilito con legge nazionale.
Il Regno Unito utilizzò in Inghilterra, Galles e Scozia un sistema di voto uninominale a un turno (first-past-the-post), formato da 78 circoscrizioni, mentre in Irlanda del Nord vennero assegnati 3 seggi con sistema proporzionale. Il Belgio, l'Irlanda e l'Italia usarono un sistema proporzionale con suddivisione del territorio in circoscrizioni. La Danimarca, la Francia, la Germania, la Grecia, il Lussemburgo, i Paesi Bassi, il Portogallo e la Spagna utilizzarono un sistema proporzionale unico nazionale.

### Distribuzione dei seggi
Il numero dei seggi passò da 518 a 567 e la distribuzione rimase stabilita in base alla popolazione degli Stati membri:
| Stato       | Seggi |
| ----------- | ----- |
| Germania    | 99    |
| Francia     | 87    |
| Italia      | 87    |
| Regno Unito | 87    |
| Spagna      | 64    |
| Paesi Bassi | 31    |
| Belgio      | 25    |
| Grecia      | 25    |
| Portogallo  | 25    |
| Danimarca   | 16    |
| Irlanda     | 15    |
| Lussemburgo | 6     |
| Totale      | 567   |

## Gruppi politici
| Gruppo                    | Gruppo                                                                    | Ideologia                                           | Capogruppo                    | Seggi |
| ------------------------- | ------------------------------------------------------------------------- | --------------------------------------------------- | ----------------------------- | ----- |
|                           | Gruppo del Partito del Socialismo Europeo (PSE)                           | Socialdemocrazia                                    | Pauline Green                 | 198   |
|                           | Gruppo del Partito Popolare Europeo (PPE)                                 | Cristianesimo democratico, conservatorismo          | Wilfried Martens              | 156   |
|                           | Gruppo del Partito Europeo dei Liberali, Democratici e Riformatori (ELDR) | Liberali e Liberal Democratici                      | Gijs De Vries                 | 44    |
|                           | Sinistra Unitaria Europea (GUE)                                           | Comunismo, estrema sinistra                         | Alonso José Puerta            | 28    |
|                           | Forza Europa (FE)                                                         | Conservatorismo liberale, cristianesimo democratico | Giancarlo Ligabue             | 27    |
|                           | Alleanza Democratica Europea (ADE)                                        | Conservatorismo nazionale                           | Jean-Claude Pasty             | 26    |
|                           | Gruppo Verde (GV)                                                         | Ambientalismo, federalismo                          | Alexander Langer Claudia Roth | 23    |
|                           | Alleanza Radicale Europea (ARE)                                           | Liberalismo                                         | Catherine Lalumière           | 19    |
|                           | Europa delle Nazioni (EN)                                                 | Euroscetticismo                                     | James Goldsmith               | 19    |
|                           | Non iscritti (NI)                                                         | Indipendenti                                        | nessuno                       | 27    |
| Totale                    | Totale                                                                    | Totale                                              | Totale                        | 567   |
| Fonte: Parlamento europeo |                                                                           |                                                     |                               |       |

| Riepilogo dei seggi (+/- elezioni 1989) | Riepilogo dei seggi (+/- elezioni 1989) | Riepilogo dei seggi (+/- elezioni 1989) | Riepilogo dei seggi (+/- elezioni 1989) | Riepilogo dei seggi (+/- elezioni 1989) | Riepilogo dei seggi (+/- elezioni 1989) | Riepilogo dei seggi (+/- elezioni 1989) |
| --------------------------------------- | --------------------------------------- | --------------------------------------- | --------------------------------------- | --------------------------------------- | --------------------------------------- | --------------------------------------- |
|                                         |                                         |                                         |                                         |                                         |                                         |                                         |
| GUE                                     | 28                                      | ━                                       |                                         | CG                                      | 0                                       | ▼ 14                                    |
| SOC                                     | 198                                     | ▲ 18                                    |                                         | GV                                      | 23                                      | ▼ 7                                     |
| IND                                     | 27                                      | ▲ 15                                    |                                         | ARE                                     | 19                                      | ▲ 6                                     |
| ELDR                                    | 44                                      | ▼ 5                                     |                                         | FE                                      | 27                                      | Nuovo                                   |
| PPE                                     | 156                                     | ▲ 35                                    |                                         | ADE                                     | 26                                      | ▲ 6                                     |
| EN                                      | 19                                      | Nuovo                                   |                                         | GTDE                                    | 0                                       | ▼ 17                                    |

## Ripartizione dei seggi
| Stato                   | PSE              | PPE                 | ELDR              | GUE/NGL             | FE    | ADE      | GV               | ARE    | EN               | NI           | Totale |
| ----------------------- | ---------------- | ------------------- | ----------------- | ------------------- | ----- | -------- | ---------------- | ------ | ---------------- | ------------ | ------ |
| Belgio (risultati)      | 3 PS 3 SP-A      | 4 CVP 2 PSC 1 CSP   | 3 VLD 2 PRF 1 FDF |                     |       |          | 1 AGALEV 1 Ecolo | 1 VU   |                  | 2 VB 1 FN    | 25     |
| Danimarca (risultati)   | 3 SD             | 3 KF                | 4 Venstre 1 RV    |                     |       |          | 1 SF             |        | 2 JuniB 2 FolkeB |              | 16     |
| Francia (risultati)     | 15 PS            | 13 UDF              | 1 UDF             | 7 PCF               |       | 14 RPR   |                  | 13 MRG | 13 MPF           | 11 FN        | 87     |
| Germania (risultati)    | 40 SPD           | 39 CDU 8 CSU        |                   |                     |       |          | 12 Grünen        |        |                  |              | 99     |
| Grecia (risultati)      | 10 PASOK         | 9 ND                |                   | 2 KKE 2 Synaspismós |       | 2 PolAn  |                  |        |                  |              | 25     |
| Irlanda (risultati)     | 1 Labour         | 4 FG                | 1 Ind.            |                     |       | 7 FF     | 2 GP             |        |                  |              | 15     |
| Italia (risultati)      | 16 PDS 2 PSI     | 8 PPI 3 Patto 1 SVP | 6 LN 1 PRI        | 5 PRC               | 27 FI |          | 3 FdV 1 Rete     | 2 LP   |                  | 11 AN 1 PSDI | 87     |
| Lussemburgo (risultati) | 2 LSAP           | 2 CSV               | 1 DP              |                     |       |          | 1 Verdi          |        |                  |              | 6      |
| Paesi Bassi (risultati) | 8 PvdA           | 10 CDA              | 6 VVD 4 D66       |                     |       |          | 1 GL             |        | 1 GPF 1 SGP      |              | 31     |
| Portogallo (risultati)  | 10 PS            |                     | 9 PSD             | 3 PCP               |       | 3 CDS-PP |                  |        |                  |              | 25     |
| Regno Unito (risultati) | 62 Labour 1 SDLP | 18 Cons. 1 UUP      | 2 LD              |                     |       |          |                  | 2 SNP  |                  | 1 DUP        | 87     |
| Spagna (risultati)      | 22 PSOE          | 28 PP 1 UDC 1 PNV   | 2 CDC             | 9 IU                |       |          |                  | 1 CC   |                  |              | 64     |
| Totale                  | 198              | 156                 | 44                | 28                  | 27    | 26       | 23               | 19     | 19               | 27           | 567    |

## Esito
I membri dei Democratici Europei si erano uniti al Partito Popolare Europeo, alcuni come membri associati, come il Partito Conservatore del Regno Unito, che non voleva sottoscrivere la posizione pro-federalismo del PPE. Nonostante l'unione, il PPE non riuscì ancora una volta a diventare il partito maggiore, posizione che detenne il Partito del Socialismo Europeo con 41 seggi di vantaggio sul PPE.
Nel 1994 si presentò Forza Italia, che formò un gruppo a sé stante e di breve durata, Forza Europa, che poi si unì all'Alleanza Democratica Europea nel 1995 per costituire il gruppo Unione per l'Europa.
Un ulteriore gruppo fu quello costituito da Europa delle Nazioni.